# SA-4导弹
2K11 Krug「圆圈」（俄语：Круг) 中程防空导弹系统，北約代號：SA-4（“加涅夫-直译”／“飛賊-意译” Ganef）远程中高空地对空导弹系统，是苏联也是全世界第一种野戰機動防空导弹，于1958年－1964年由革新家設計局（NPO Novator / Lyulev）研制。

## 弹体
导弹为两级结构，每级安装有运输中可拆卸的十字翼，鳍翼为固定式，前翼为液压动作。导弹末端捆绑4台固体燃料助推火箭发动机，工作15秒钟，把导弹加速到冲压点火速度1马赫，此时距发射车9千米。然后煤油动力冲压主发动机（型号3Ts4）把导弹加速到3马赫。採用破片殺傷式彈頭，裝烈性炸藥，由無線電指令制導和末端半主動雷達尋的制導。

## 发射系统
AT-T履带式运输举升发射车（TEL）（型号为2P24），底盘上装有液压动作转盘，其上携带两枚导弹，发射转盘可360度旋转，最大仰角45度。能由大型运输机空运。7对负重轮，4对托带轮，主动轮在前，扭杆悬挂。战斗全重30吨。涉水深度1.5米，垂直越障1米，越壕宽度2.5米，最大爬坡30度。

## 雷达与制导

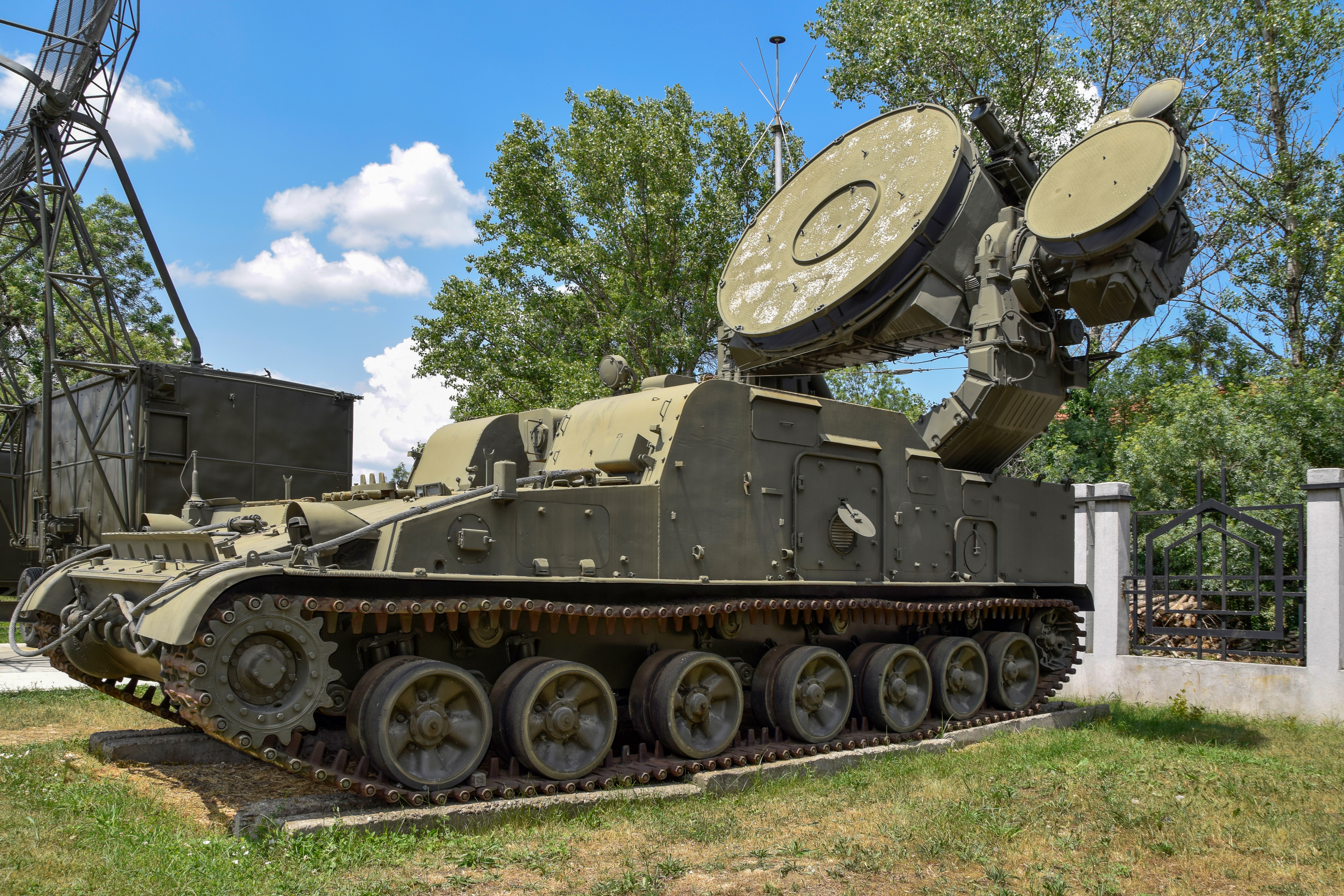
1S32「好手Pat Hand」（或译作「拍手」）H波段连续波火控与制导雷达和「薄皮Thin Skin」E波段测高雷达安裝在AT-T履带车上

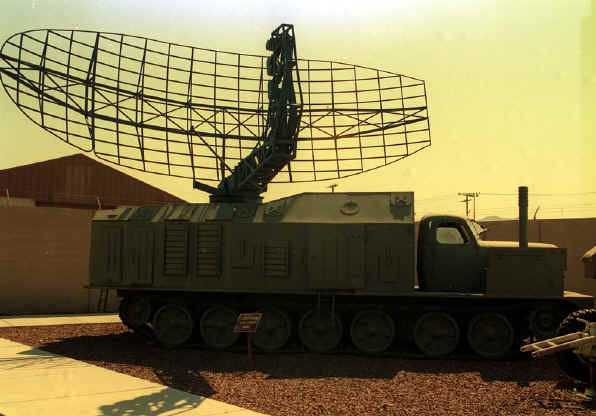
P-40 「长轨迹Long Track」E波段预警雷达和載具

使用P-40 "长轨迹Long Track" E波段预警雷达（也用于SA-6、SA-8，作用距离175km），1S32"好手（或译作'拍手'）Pat Hand" H波段连续波火控与制导雷达（作用距离130km）， "薄皮Thin Skin" E波段测高雷达（也用于SA-6、SA-8，作用距离240km）。 
测高雷达与制导雷达安装于同一辆AT-T履带车上。 预警雷达安装于一辆卡车上。 发射车与制导站使用无线电数据链。
导弹制导采用无线电指令制导与末段半主动雷达导引。激烈电子对抗环境对最初的指令制导也可用光学跟踪方式。

## 战斗运用
SA-4的远射程非常可怕，但巨大的弹体令它很难击中小型高机动飞行器，如喷气式战斗机，除非在战斗机飞行员没有察觉情况下才有机会。
SA-4发射后5分钟发射车即可撤离；抵达新的发射阵位后需5分钟进入发射就绪状态。
SA-4装备陆军方面军与集团军的防空导弹旅，每旅辖3个导弹发射营，每个发射营辖8门ZSU-23-4 23毫米高炮，1部预警雷达，3个导弹发射连。SA-4以发射连為最小火力單位，配有制导雷達一部，导弹裝填車一輛，雙聯裝履帶發射車三輛，一般为2枚9M8M1与4枚9M8M2导弹，以及6X6“乌拉尔”卡车4辆运输备用导弹，每辆携带1枚导弹。通常與SA-6聯合部署，執行前线防空任務。集团军属“萨姆-4”导弹旅中的3个发射连配置在距一线部队10公里附近处，其余6个发射连则位于25公里附近处。
現除部分東歐國家與北韓等軍事預算較為貧乏而無法升級防空系統的國家外，大多已經退役或是用於防空系統攔截測試。

## 型号发展
- - 9M316地对空靶弹：发射系统为"弯曲Virazh-Вираж"，单体为9M316。OAM MZIK/Lyulev由3M8与3M8M导弹开发了"Virazh"与"Virazh-M"航空靶弹。

- - 2K11A地对空导弹／SA-4A：1967年定型。发射系统为Krug-A，全系统型号2K11A，导弹为9M8M。最小作战高度降低到250公尺。巡航动力为Bondaryuk RD-058冲压发动机。

- - 2K11M地对空导弹：1971年定型。发射系统Krug-M. 全系统2K11M. 导弹9M8M1. 最大射程增加到50公里，低空目标最大射程增加到24.5公里。

- - 2K11M1地对空导弹：1974年定型。发射系统Krug-M1. 全系统2K11M1. 导弹9M8M2.是进一步的现代化改型。能够追击20公里外正在逃逸的目标。最小作战距离减低到6-7公里，最小作战高度降低到150米。

SA-4B包括两种改型：1971年入役的9M8M1 (2K11M "Krug-M") 与1973年入役的9M8M1 (2K11M1 "Krug-M1") 。SA-4B是目前在役的主要型号。